# Herbert Brown Ames
Pour les articles homonymes, voir Ames (homonymie).
Herbert Brown Ames (27 juin 1863-30 mars 1954) est un auteur, homme d'affaires et député fédéral du Québec.

## Biographie
Né à Montréal dans le Canada-Est, il est le fils du fondateur de la manufacture de souliers Ames, Holden & Company. En 1885, il obtient un Baccalauréat en arts du collège Amherst.
En 1898, il devient conseiller municipal à la ville de Montréal. Il occupa cette fonction jusqu'en 1906. Élu député conservateur en 1904 dans la circonscription de Saint-Antoine, il sera réélu en 1908, 1911 et en 1917. En 1919, il fut directeur financier de la Société des Nations. 

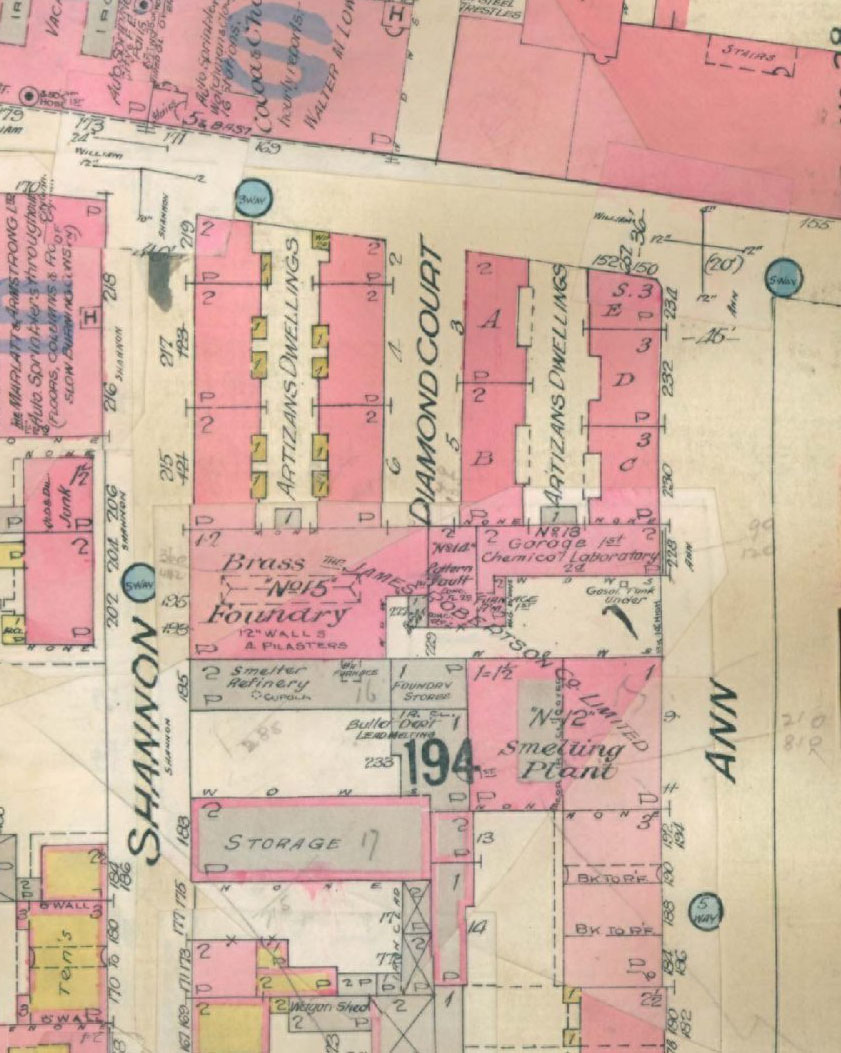
Diamond Court (en 1909)

De nos jours, il est mieux connu pour son livre The city below the hill : a sociological study of a portion of the city of Montreal, Canada qui apparut initialement sous forme d'articles dans le Montreal Star en 1897 et dans lequel il offre une analyse statistique et sociologique de la classe ouvrière basée à Griffintown, à Petite-Bourgogne et à un secteur de Pointe-Saint-Charles. Grand philanthrope, il met en chantier 39 unités d'appartement sur la rue William entre les rues Shannon et Ann, le Diamond Court (voir image ci-contre). Après sa mort en 1954, le parc Herbert-Brown-Ames est nommé en son honneur. 